# 梅沢由香里のやさしい囲碁
『梅沢由香里のやさしい囲碁』は、毎日コミュニケーションズ（後のマイナビ、ゲーム事業はマイナビ出版に分社）が開発、発売した囲碁ゲームである。以下、複数機種のゲーム機を対象として発売されている。
- ニンテンドーDS版 - 2008年1月31日発売、以下DS版と略記
- PlayStation Portable版 - 2008年10月9日発売、以下PSP版と略記

## 概要
「ヒカルの碁」の監修など、囲碁の普及活動で知名度の高い梅沢由香里がナビゲーション役として出演している囲碁ゲームである。2008年（平成20年）1月31日にDS版が発売された後、同年10月9日に機能強化してPSP版が発売された。梅沢は、タイトルメニューには実写で、ゲーム途中にはデフォルメでメインキャラクターとして出演しており、ゲーム中のナビゲーションは梅沢の声によって行われる。これは、梅沢のかねてからの夢「アニメのキャラクターになる」を叶える作品となった。
本作は、初めて囲碁を触る人にも判るように作成されており、ゲーム内の「囲碁講座」で表現されている。また、梅沢は、自身が蓄積してきた初心者が上達するためのノウハウが詰まっており、初心者でも初段の免状が取れるほどの実力が身につくと語っている。これはゲーム内の「梅沢先生に挑戦」で表現されている。
なお、本作には監修を行っている日本棋院による棋力認定試験が設けられており、試験後のパスワードを付与の上で郵送にて申請することで、最高で初段の免状を実際に取得することが可能となっている。

## ゲームシステム
本作には、以下の機能が設けられている。
- 講座
- 対局
- 梅沢先生に挑戦
- 棋力認定
- 棋譜編集

### 講座
梅沢由香里がナビゲーション役となって、囲碁のルールや用語、布石、定石などについて解説するというものである。以下の講座が設けられている。
- 囲碁のルール - 初心者向けのルール説明
- 石を取るワザ - アタリ、シチョウ、ゲタ、ウッテガエシ、オイオトシ、リョウアタリなど
- 石の生き死に - 2眼、欠け眼、セキなどの説明
- 布石講座
- 定石講座

なお、DS版に比べてPSP版は、約3倍の布石、定石データを収録している。

### 対局
対局は、CPU対局と対人対局に分けられ、対人対局はPSP版に限られる。CPU対局では梅沢が対局相手となり、開始終了のナビゲーション、1手ごとに「いい手ですね」「その調子だよ」「これでどうだ」といった音声で対局を盛り上げる仕組みとなっている。対人対局にはPSPの赤外線通信機能は用いず、1台のゲーム機を2人が交互に操作することで対局を実現している。なお、CPU同士の対局が行えるモードは設けられていない。
また、手取り足取り対局というモードが設けられており、CPU対局、対人対局、いずれの場合も1手ごとに、地合（形勢状況）の表示、次の1手のアドバイス、アドバイス通りに打った場合の地合変化の表示を行う機能が設けられている。アドバイスの際は、単に次の1手がどこであるかだけでなく、「アタリから逃げる手／ハネる手／ノビる手／ツナギの手／石を取る手を打っておくのはどうでしょう？」などのように、囲碁用語を用いたアドバイスとなる趣向が施されている。
対局において変更可能なオプションは以下の通りである。
- CPUの強さ（3段階、CPU対局の場合のみ）
- 盤の大きさ（9路、13路、19路の3段階）
- 手合い（互先、定先、二子局 - 九子局）
- コミ（なし、半目、1目半 - 9目半、デフォルト6目半）

なお、PSP版はDS版に比べて、CPU対局時の思考時間が約5分の1に短縮されている。

### 梅沢先生に挑戦
DS版は1000問以上、PSP版は1300問以上用意された練習問題（生き／死に／特定石を助ける／特定石を取るなど）に対して、正解となる手順を解答することで順位が上がっていくモードとなっている。規程の回数だけ連続正解することで1つ順位が上がるようになっている。また、出題される問題の難易度も順位に応じて上がっていくこととなる。
用意されている順位は以下の通りである。それぞれ順位が1位まで上がった後、その順位をクリアすると、次の段階の10位に進むことになる。なお、下に示されるヒント回数は、次の順位に上がるまでに使用可能なヒント回数のことである。誤答すると連続正解数が0に戻り、それと同時に使用可能なヒント回数は下記の回数に回復する。
- 学年10位 - 1位（連続2問正解で順位が上がる、ヒント無制限）
- 全校10位 - 1位（連続2問正解で順位が上がる、ヒント2回まで）
- 県内10位 - 1位（連続3問正解で順位が上がる、ヒント2回まで）
- 全国10位 - 1位（連続3問正解で順位が上がる、ヒント2回まで）
- 世界10位 - 1位
- 梅沢先生に挑戦

### 棋力認定
本作は日本棋院が監修しており、この棋力認定の結果（パスワード）を日本棋院に送ることで、10級から初段までの免状を得ることが可能となっている。この初段免状取得は、日本棋院の普及指導員の条件である初段以上を満たすものとなる、正式な資格である。
10級から6級までをBランク、5級から初段までをAランクとし、ランクに合わせた全10問のランダム問題を解答、各問10点満点（解答によっては6点などの部分得点もあり）で、その合計点数によって棋力を認定するというシステムとなっている。なお、Aランク認定を行うにはBランクの最高位、6級の認定が必要となっている。

### 棋譜編集
本作では、対局モードでの対局における棋譜を保存しておき、後ほど呼び出すことが可能となっている。保存された棋譜を呼び出して再生する機能はDS版、PSP版いずれにも設けられている。
PSP版はこれに加えて、棋譜の編集機能が設けられており、対局の途中から手を分岐させて、その後の変化を確認することが可能となっている。また、対局モードの棋譜を編集するのみでなく、初手から編集する、つまりプロの棋譜などを入力して再生する、分岐させてその後の変化を確認するといったことも可能となっている。但し、分岐後の石は手動で置くのみであり、CPUによる分岐譜面を用いた継続プレイなどの機能は設けられていない。